# Swirl's

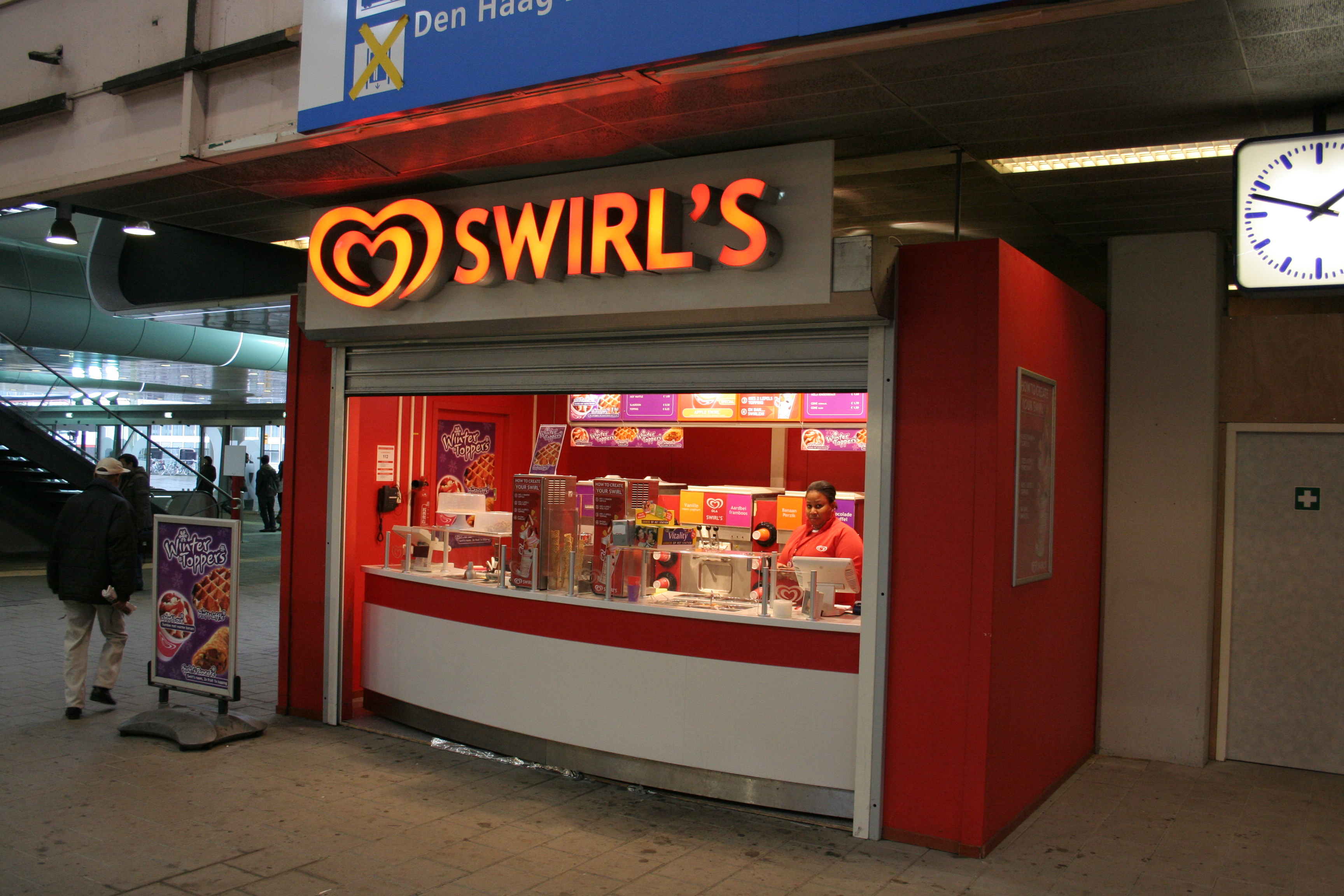
Swirl's op station Den Haag Centraal.

Swirl's is een franchise voor de verkoop van ijs van Ola (Unilever).

## Geschiedenis
In 1994 startte Eric Aerts vanuit Ridderkerk de onderneming in Broek op Langedijk. Al snel volgden vestigingen in diverse plaatsen in Nederland, waaronder een aantal grote stations en in winkels van Jamin. Swirl's werd in 2001 door Unilever overgenomen en groeide door naar 68 locaties in 2005. Ook in het Verenigd Koninkrijk, Ierland, Spanje, Portugal, Duitsland, India, Indonesië en Israël zijn er Swirl's op diverse locaties. In België was tot 31 augustus 2018 slechts 1 vestiging: in Kinepolis Antwerpen, deze is ondertussen verdwenen. 
Swirl's heeft zijn kantoor in De Brug in Rotterdam, werkplaats van Unilever Nederland.

## Concept
Bij Swirl's kan de klant zijn eigen swirl (ijs en toevoegingen door elkaar gemengd) samen laten stellen. Men kan kiezen uit verschillende smaken softijs en verschillende toevoegingen zoals vers fruit, chocolade, smarties, wafeltjes of nootjes. Het ijs en de toevoegingen worden door elkaar gemengd (swirl) door het personeel. Naast de swirl worden er ook oubliehoorns, sundaes, wafels, koffie en shakes verkocht.
Station Utrecht Centraal heeft de grootste Swirl's.